# Strade Bianche 2018
Les Strade Bianche 2018 sont la douzième édition de cette course cycliste masculine sur route. Elles ont lieu le 3 mars 2018 dans la province de Sienne, en Italie, et font partie du calendrier UCI World Tour 2018 en catégorie 1.UWT. Elles sont remportées par le coureur belge Tiesj Benoot, de l'équipe Lotto-Soudal, devant le Français Romain Bardet (AG2R La Mondiale) et le Belge Wout van Aert (Verandas Willems-Crelan).

## Présentation
Les Strade Bianche 2018 sont la douzième édition de cette course, et la deuxième depuis son introduction au calendrier du World Tour. Elles sont organisées depuis leur création par la société RCS Sport.

### Parcours
Le parcours de 184 km de cette édition des Strade Bianche part de la forteresse Médicis de Sienne et arrive sur la Piazza del Campo, dans cette même ville. Ce tracé est allongé de neuf kilomètres par rapport à l'année précédente et comprend onze « routes blanches » (strade bianche en italien), pour un total de 63 km, :

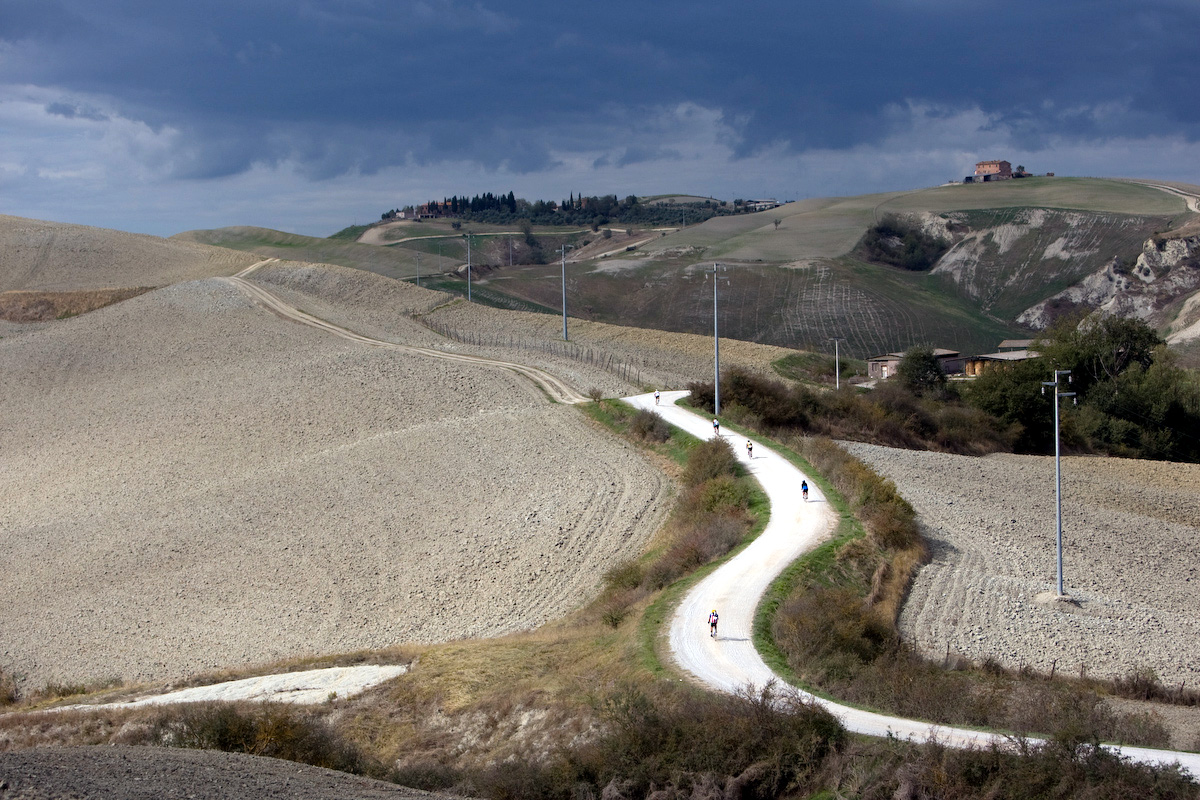
L'une des strade bianche.

| Secteur | Nom                   | Position                         | Longueur | Difficulté |
| ------- | --------------------- | -------------------------------- | -------- | ---------- |
| 1       | Vidritta              | entre le km 17,6 et le km 19,7   | 2 100 m  | 01         |
| 2       | Bagnaia               | entre le km 25,0 et le km 30,8   | 5 800 m  |            |
| 3       | Radi                  | entre le km 36,9 et le km 41,3   | 4 400 m  |            |
| 4       | La Piana              | entre le km 47,6 et le km 53,1   | 5 500 m  | 01         |
| 5       | Lucignano d'Asso      | entre le km 75,8 et le km 87,7   | 11 900 m | 03         |
| 6       | Pieve a Salti         | entre le km 88,7 et le km 96,7   | 8 000 m  | ?          |
| 7       | San Martino in Grania | entre le km 111,3 et le km 120,8 | 9 500 m  | ?          |
| 8       | Monte Sante Marie     | entre le km 130 et le km 141,5   | 11 500 m | 05         |
| 9       | Monteaperti           | entre le km 160 et le km 160,8   | 800 m    | 01         |
| 10      | Colle Pinzuto         | entre le km 164,6 et le km 167   | 2 400 m  | 04         |
| 11      | Le Tolfe              | entre le km 171 et le km 172,1   | 1 100 m  | 03         |

### Équipes
Les dix-huit équipes du World Tour sont présentes. Trois équipes continentales professionnelles sont invitées : les équipes italiennes Androni Giocattoli-Sidermec et Nippo-Vini Fantini-Europa Ovni, et l'équipe belge Verandas Willems-Crelan. Celle-ci a reçu son invitation deux semaines avant la course, les organisateurs ayant souhaité ainsi faire participer le champion du monde de cyclo-cross Wout van Aert.
| WorldTeams (18)- Sky - AG2R La Mondiale - Astana - Bahrain-Merida - BMC Racing Team - Bora-Hansgrohe - Groupama-FDJ - Lotto Soudal - Mitchelton-Scott - Movistar Team - Quick-Step Floors - Dimension Data - EF Education First-Drapac p/b Cannondale - Katusha-Alpecin - Lotto NL-Jumbo - Team Sunweb - Trek-Segafredo - UAE Team Emirates Équipes continentales professionnelles (3)- Androni Giocattoli-Sidermec - Nippo-Vini Fantini-Europa Ovini - Vérandas Willems-Crelan |
| |

## Déroulement de la course
Issu d'un petit peloton où figurait les principaux favoris, Tiesj Benoot est parti en contre avec Pieter Serry  derrière Romain Bardet et Wout van Aert à 30 kilomètres du terme. Le coureur de la Lotto-Soudal lâcha son compatriote dans la partie montante du Colle Pinzuto avant de revenir sur le duo de tête à 15 kilomètres de l'arrivée. Ensuite, Tiesj Benoot porta l'ultime attaque dans les forts pourcentages du secteur "Le Tolfe" pour distancer ses deux adversaires. Finalement, il s'imposa avec 39 secondes sur Bardet qui a pris le meilleur sur van Aert dans la montée vers la Piazza Del Campo. 

## Classements

### Classement final
| \| Classement général \| Classement général \| Classement général \| Classement général \| Classement général \| \| Coureur \| Coureur \| Pays \| Équipe \| Temps \| \| ------------------ \| ------------------ \| ------------------ \| ------------------------- \| ------------------ \| \| 1er \| Tiesj Benoot \| Belgique \| Lotto-Soudal \| 5 h 03 min 33 s \| \| 2e \| Romain Bardet \| France \| AG2R La Mondiale \| + 39 s \| \| 3e \| Wout van Aert \| Belgique \| Verandas Willems-Crelan \| + 58 s \| \| 4e \| Alejandro Valverde \| Espagne \| Movistar Team \| + 1 min 25 s \| \| 5e \| Giovanni Visconti \| Italie \| Bahrain-Merida \| + 1 min 27 s \| \| 6e \| Robert Power \| Australie \| Mitchelton-Scott \| + 1 min 29 s \| \| 7e \| Zdeněk Štybar \| Tchéquie \| Quick-Step Floors \| + 1 min 42 s \| \| 8e \| Peter Sagan \| Slovaquie \| Bora-Hansgrohe \| + 2 min 08 s \| \| 9e \| Pieter Serry \| Belgique \| Quick-Step Floors \| + 2 min 11 s \| \| 10e \| Gregor Mühlberger \| Autriche \| Bora-Hansgrohe \| + 2 min 16 s \| \| 11e \| Matej Mohorič \| Slovénie \| Bahrain-Merida \| + 3 min 05 s \| \| 12e \| Daniel Oss \| Italie \| Bora-Hansgrohe \| + 3 min 22 s \| \| 13e \| Floris De Tier \| Belgique \| LottoNL-Jumbo \| + 4 min 03 s \| \| 14e \| Gianni Moscon \| Italie \| Team Sky \| + 4 min 08 s \| \| 15e \| Marcus Burghardt \| Allemagne \| Bora-Hansgrohe \| + 4 min 10 s \| \| 16e \| Stefan Küng \| Suisse \| BMC Racing Team \| + 4 min 14 s \| \| 17e \| Simon Clarke \| Australie \| EF Education First-Drapac \| + 4 min 41 s \| \| 18e \| Andrey Amador \| Costa Rica \| Movistar Team \| + 4 min 55 s \| \| 19e \| Pierre Latour \| France \| AG2R La Mondiale \| + 5 min 12 s \| \| 20e \| Valentin Madouas \| France \| FDJ \| + 5 min 14 s \| |                    |            |                           |                 |
| |                    |            |                           |                 |
| Source : ProCyclingStats |                    |            |                           |                 |
| Classement général |                    |            |                           |                 |
| Coureur | Coureur            | Pays       | Équipe                    | Temps           |
| 1er | Tiesj Benoot       | Belgique   | Lotto-Soudal              | 5 h 03 min 33 s |
| 2e | Romain Bardet      | France     | AG2R La Mondiale          | + 39 s          |
| 3e | Wout van Aert      | Belgique   | Verandas Willems-Crelan   | + 58 s          |
| 4e | Alejandro Valverde | Espagne    | Movistar Team             | + 1 min 25 s    |
| 5e | Giovanni Visconti  | Italie     | Bahrain-Merida            | + 1 min 27 s    |
| 6e | Robert Power       | Australie  | Mitchelton-Scott          | + 1 min 29 s    |
| 7e | Zdeněk Štybar      | Tchéquie   | Quick-Step Floors         | + 1 min 42 s    |
| 8e | Peter Sagan        | Slovaquie  | Bora-Hansgrohe            | + 2 min 08 s    |
| 9e | Pieter Serry       | Belgique   | Quick-Step Floors         | + 2 min 11 s    |
| 10e | Gregor Mühlberger  | Autriche   | Bora-Hansgrohe            | + 2 min 16 s    |
| 11e | Matej Mohorič      | Slovénie   | Bahrain-Merida            | + 3 min 05 s    |
| 12e | Daniel Oss         | Italie     | Bora-Hansgrohe            | + 3 min 22 s    |
| 13e | Floris De Tier     | Belgique   | LottoNL-Jumbo             | + 4 min 03 s    |
| 14e | Gianni Moscon      | Italie     | Team Sky                  | + 4 min 08 s    |
| 15e | Marcus Burghardt   | Allemagne  | Bora-Hansgrohe            | + 4 min 10 s    |
| 16e | Stefan Küng        | Suisse     | BMC Racing Team           | + 4 min 14 s    |
| 17e | Simon Clarke       | Australie  | EF Education First-Drapac | + 4 min 41 s    |
| 18e | Andrey Amador      | Costa Rica | Movistar Team             | + 4 min 55 s    |
| 19e | Pierre Latour      | France     | AG2R La Mondiale          | + 5 min 12 s    |
| 20e | Valentin Madouas   | France     | FDJ                       | + 5 min 14 s    |

### Classements UCI
Les Strade Bianche attribuent le même nombre des points pour l'UCI World Tour 2018 (uniquement pour les coureurs membres d'équipes World Tour) et le Classement mondial UCI (pour tous les coureurs).
| Position           | 1er | 2e  | 3e  | 4e  | 5e  | 6e  | 7e | 8e | 9e | 10e | 11e | 12e | 13e | 14e | 15e à 20e | 21e à 30e | 31e à 50e | 51e à 55e | 56e à 60e |
| Classement général | 300 | 250 | 215 | 175 | 120 | 115 | 95 | 75 | 60 | 50  | 40  | 35  | 30  | 25  | 20        | 12        | 5         | 2         | 1         |

#### Classements UCI World Tour à l'issue de la course
| Rang | Coureur            | Équipe            | Points |
| ---- | ------------------ | ----------------- | ------ |
| 1er  | Daryl Impey        | Mitchelton-Scott  | 800    |
| 2e   | Alejandro Valverde | Movistar          | 515    |
| 3e   | Richie Porte       | BMC Racing        | 460    |
| 4e   | Dries Devenyns     | Quick-Step Floors | 400    |
| 5e   | Diego Ulissi       | UAE Emirates      | 375    |
| 6e   | Elia Viviani       | Quick-Step Floors | 362    |
| 7e   | Jay McCarthy       | Bora-Hansgrohe    | 340    |
| 8e   | Tom-Jelte Slagter  | Dimension Data    | 340    |
| 9e   | Michael Valgren    | Astana            | 320    |
| 10e  | Tiesj Benoot       | Lotto-Soudal      | 301    |

| Rang | Équipe            | Points |
| ---- | ----------------- | ------ |
| 1er  | Quick-Step Floors | 1341   |
| 2e   | Mitchelton-Scott  | 1171   |
| 3e   | Bora-Hansgrohe    | 1008   |
| 4e   | BMC Racing        | 817    |
| 5e   | Astana            | 758    |
| 6e   | Sunweb            | 701    |
| 7e   | Sky               | 636    |
| 8e   | Movistar          | 592    |
| 9e   | Lotto-Soudal      | 588    |
| 10e  | UAE Emirates      | 568    |

## Liste des participants
| Légende | Légende                                                                    | Légende | Légende                                                    |
| ------- | -------------------------------------------------------------------------- | ------- | ---------------------------------------------------------- |
| Num     | Dossard de départ porté par le coureur sur ces Strade Bianche              | Pos     | Position à l'arrivée de la course                          |
|         | Indique un maillot de champion national ou mondial, suivi de sa spécialité | NP      | Indique un coureur qui n'a pas pris le départ de la course |
| AB      | Indique un coureur qui n'a pas terminé la course                           | HD      | Indique un coureur qui a terminé la course hors des délais |

| Sky SKY | Sky SKY                  | Sky SKY |
| ------- | ------------------------ | ------- |
| Num     | Coureur                  | Pos     |
| 1       | Michał Kwiatkowski (POL) | 30e     |
| 2       | Owain Doull (GBR)        | 50e     |
| 3       | Leonardo Basso (ITA)     | AB      |
| 4       | Michał Gołaś (POL)       | HD      |
| 5       | Gianni Moscon (ITA)      | 14e     |
| 6       | Salvatore Puccio (ITA)   | 22e     |
| 7       | Łukasz Wiśniowski (POL)  | AB      |

| AG2R La Mondiale ALM | AG2R La Mondiale ALM    | AG2R La Mondiale ALM |
| -------------------- | ----------------------- | -------------------- |
| Num                  | Coureur                 | Pos                  |
| 11                   | Romain Bardet (FRA)     | 2e                   |
| 12                   | Silvan Dillier (SUI)    | AB                   |
| 13                   | Hubert Dupont (FRA)     | AB                   |
| 14                   | Clément Venturini (FRA) | AB                   |
| 15                   | Quentin Jauregui (FRA)  | HD                   |
| 16                   | Pierre Latour (FRA)     | 19e                  |
| 17                   | Matteo Montaguti (ITA)  | 42e                  |

| Androni Giocattoli-Sidermec ANS | Androni Giocattoli-Sidermec ANS | Androni Giocattoli-Sidermec ANS |
| ------------------------------- | ------------------------------- | ------------------------------- |
| Num                             | Coureur                         | Pos                             |
| 21                              | Alessandro Bisolti (ITA)        | AB                              |
| 22                              | Andrea Vendrame (ITA)           | AB                              |
| 26                              | Marco Benfatto (ITA)            | AB                              |
| 24                              | Raffaello Bonusi (ITA)          | HD                              |
| 25                              | Mattia Frapporti (ITA)          | HD                              |
| 26                              | Kevin Rivera (CRC)              | AB                              |
| 27                              | Matteo Spreafico (ITA)          | AB                              |

| Astana AST | Astana AST                | Astana AST |
| ---------- | ------------------------- | ---------- |
| Num        | Coureur                   | Pos        |
| 31         | Moreno Moser (ITA)        | AB         |
| 32         | Dario Cataldo (ITA)       | AB         |
| 33         | Oscar Gatto (ITA)         | AB         |
| 34         | Andriy Grivko (UKR)       | 24e        |
| 35         | Truls Engen Korsæth (NOR) | AB         |
| 36         | Alexey Lutsenko (KAZ)     | 26e        |
| 37         | Davide Villella (ITA)     | 38e        |

| Bahrain-Merida TBM | Bahrain-Merida TBM      | Bahrain-Merida TBM |
| ------------------ | ----------------------- | ------------------ |
| Num                | Coureur                 | Pos                |
| 41                 | Vincenzo Nibali (ITA)   | AB                 |
| 42                 | Grega Bole (SLO)        | 39e                |
| 43                 | Sonny Colbrelli (ITA)   | AB                 |
| 44                 | Mark Padun (UKR)        | AB                 |
| 45                 | Kristijan Koren (SLO)   | AB                 |
| 46                 | Matej Mohorič (SLO)     | 11e                |
| 47                 | Giovanni Visconti (ITA) | 5e                 |

| BMC Racing BMC | BMC Racing BMC          | BMC Racing BMC |
| -------------- | ----------------------- | -------------- |
| Num            | Coureur                 | Pos            |
| 51             | Greg Van Avermaet (BEL) | 34e            |
| 52             | Alberto Bettiol (ITA)   | AB             |
| 53             | Francisco Ventoso (ESP) | AB             |
| 54             | Damiano Caruso (ITA)    | AB             |
| 55             | Stefan Küng (SUI)       | 16e            |
| 56             | Michael Schär (SUI)     | 35e            |
| 57             | Loïc Vliegen (BEL)      | AB             |

| Bora-Hansgrohe BOH | Bora-Hansgrohe BOH        | Bora-Hansgrohe BOH |
| ------------------ | ------------------------- | ------------------ |
| Num                | Coureur                   | Pos                |
| 61                 | Peter Sagan (SVK)         | 8e                 |
| 62                 | Maciej Bodnar (POL)       | AB                 |
| 63                 | Marcus Burghardt (GER)    | 15e                |
| 64                 | Gregor Mühlberger (AUT)   | 10e                |
| 65                 | Daniel Oss (ITA)          | 12e                |
| 66                 | Christoph Pfingsten (GER) | 45e                |
| 67                 | Aleksejs Saramotins (LAT) | HD                 |

| Groupama-FDJ FDJ | Groupama-FDJ FDJ         | Groupama-FDJ FDJ |
| ---------------- | ------------------------ | ---------------- |
| Num              | Coureur                  | Pos              |
| 71               | Bruno Armirail (FRA)     | AB               |
| 72               | Valentin Madouas (FRA)   | 20e              |
| 73               | Antoine Duchesne (CAN)   | AB               |
| 74               | Georg Preidler (AUT)     | AB               |
| 75               | Matthieu Ladagnous (FRA) | AB               |
| 76               | Jeremy Roy (FRA)         | HD               |
| 77               | Léo Vincent (FRA)        | AB               |

| Lotto-Soudal LTS | Lotto-Soudal LTS         | Lotto-Soudal LTS |
| ---------------- | ------------------------ | ---------------- |
| Num              | Coureur                  | Pos              |
| 81               | Tiesj Benoot (BEL)       | 1er              |
| 82               | Victor Campenaerts (BEL) | 51e              |
| 83               | Jens Debusschere (BEL)   | AB               |
| 84               | Jens Keukeleire (BEL)    | 33e              |
| 85               | Nikolas Maes (BEL)       | 47e              |
| 86               | Tomasz Marczynski (POL)  | HD               |
| 87               | Tosh Van der Sande (BEL) | AB               |

| Mitchelton-Scott MTS | Mitchelton-Scott MTS  | Mitchelton-Scott MTS |
| -------------------- | --------------------- | -------------------- |
| Num                  | Coureur               | Pos                  |
| 91                   | Luke Durbridge (AUS)  | AB                   |
| 92                   | Svein Tuft (CAN)      | AB                   |
| 93                   | Michael Hepburn (AUS) | AB                   |
| 94                   | Jack Haig (AUS)       | AB                   |
| 97                   | Carlos Verona (ESP)   | AB                   |
| 95                   | Daryl Impey (RSA)     | AB                   |
| 96                   | Robert Power (AUS)    | 6e                   |

| Movistar MOV | Movistar MOV             | Movistar MOV |
| ------------ | ------------------------ | ------------ |
| Num          | Coureur                  | Pos          |
| 101          | Andrey Amador (CRC)      | 18e          |
| 102          | Alejandro Valverde (ESP) | 4e           |
| 103          | Nelson Oliveira (ESP)    | 46e          |
| 104          | Daniele Bennati (ITA)    | AB           |
| 105          | Carlos Betancur (COL)    | AB           |
| 106          | Nuno Bico (POR)          | AB           |
| 107          | Jose Joaquin Rojas (ESP) | 29e          |

| Nippo-Vini Fantini-Europa Ovini NIP | Nippo-Vini Fantini-Europa Ovini NIP | Nippo-Vini Fantini-Europa Ovini NIP |
| ----------------------------------- | ----------------------------------- | ----------------------------------- |
| Num                                 | Coureur                             | Pos                                 |
| 111                                 | Joan Bou (ESP)                      | AB                                  |
| 112                                 | Juan José Lobato (ESP)              | HD                                  |
| 113                                 | Damiano Cima (ITA)                  | HD                                  |
| 114                                 | Eduard-Michael Grosu (ROU)          | AB                                  |
| 115                                 | Sho Hatsuyama (JPN)                 | HD                                  |
| 116                                 | Simone Ponzi (ITA)                  | AB                                  |
| 117                                 | Marco Tizza (ITA)                   | HD                                  |

| Quick-Step Floors QST | Quick-Step Floors QST       | Quick-Step Floors QST |
| --------------------- | --------------------------- | --------------------- |
| Num                   | Coureur                     | Pos                   |
| 121                   | Philippe Gilbert (BEL)      | 36e                   |
| 122                   | Eros Capecchi (ITA)         | 32e                   |
| 123                   | Fernando Gaviria (COL)      | 49e                   |
| 124                   | Iljo Keisse (BEL)           | 52e                   |
| 125                   | Maximilian Schachmann (GER) | AB                    |
| 126                   | Pieter Serry (BEL)          | 9e                    |
| 127                   | Zdeněk Štybar (CZE)         | 7e                    |

| Dimension Data DDD | Dimension Data DDD         | Dimension Data DDD |
| ------------------ | -------------------------- | ------------------ |
| Num                | Coureur                    | Pos                |
| 131                | Edvald Boasson Hagen (NOR) | HD                 |
| 132                | Ben O'Connor (AUS)         | HD                 |
| 133                | Merhawi Kudus (ERI)        | HD                 |
| 134                | Bernhard Eisel (AUT)       | AB                 |
| 135                | Scott Thwaites (GBR)       | HD                 |
| 136                | Lachlan Morton (AUS)       | AB                 |
| 137                | Julien Vermote (BEL)       | 25e                |

| EF Education First-Drapac EFD | EF Education First-Drapac EFD | EF Education First-Drapac EFD |
| ----------------------------- | ----------------------------- | ----------------------------- |
| Num                           | Coureur                       | Pos                           |
| 141                           | Sep Vanmarcke (BEL)           | 41e                           |
| 142                           | Kim Magnusson (SWE)           | AB                            |
| 143                           | Simon Clarke (AUS)            | 17e                           |
| 144                           | Alex Howes (USA)              | 43e                           |
| 145                           | Daniel Moreno (ESP)           | AB                            |
| 146                           | Taylor Phinney (USA)          | AB                            |
| 147                           | Tom Van Asbroeck (BEL)        | AB                            |

| Katusha-Alpecin TKA | Katusha-Alpecin TKA        | Katusha-Alpecin TKA |
| ------------------- | -------------------------- | ------------------- |
| Num                 | Coureur                    | Pos                 |
| 151                 | Maxim Belkov (RUS)         | AB                  |
| 155                 | Marco Mathis (GER)         | AB                  |
| 152                 | Nathan Haas (AUS)          | AB                  |
| 153                 | José Gonçalves (POR)       | 27e                 |
| 154                 | Vyacheslav Kuznetsov (RUS) | AB                  |
| 156                 | Jhonatan Restrepo (COL)    | HD                  |
| 157                 | Mads Würtz Schmidt (DEN)   | AB                  |

| Lotto NL-Jumbo TLJ | Lotto NL-Jumbo TLJ      | Lotto NL-Jumbo TLJ |
| ------------------ | ----------------------- | ------------------ |
| Num                | Coureur                 | Pos                |
| 161                | Steven Kruijswijk (NED) | 37e                |
| 162                | Enrico Battaglin (ITA)  | 31e                |
| 163                | George Bennett (NZL)    | 40e                |
| 164                | Primož Roglič (SLO)     | 48e                |
| 165                | Floris De Tier (BEL)    | 13e                |
| 166                | Sepp Kuss (USA)         | 53e                |
| 167                | Maarten Wynants (BEL)   | NP                 |

| Sunweb SUN | Sunweb SUN                 | Sunweb SUN |
| ---------- | -------------------------- | ---------- |
| Num        | Coureur                    | Pos        |
| 171        | Tom Dumoulin (NED)         | 21e        |
| 172        | Søren Kragh Andersen (DEN) | 23e        |
| 173        | Nikias Arndt (GER)         | AB         |
| 174        | Simon Geschke (GER)        | AB         |
| 175        | Lennard Kämna (GER)        | AB         |
| 176        | Lennard Hofstede (NED)     | AB         |
| 177        | Laurens ten Dam (NED)      | HD         |

| Trek-Segafredo TFS | Trek-Segafredo TFS    | Trek-Segafredo TFS |
| ------------------ | --------------------- | ------------------ |
| Num                | Coureur               | Pos                |
| 181                | Laurent Didier (LUX)  | HD                 |
| 182                | Eugenio Alafaci (ITA) | AB                 |
| 183                | Fabio Felline (ITA)   | AB                 |
| 184                | Michael Gogl (AUT)    | AB                 |
| 185                | Mads Pedersen (DEN)   | AB                 |
| 186                | Jasper Stuyven (BEL)  | AB                 |
| 187                | Boy van Poppel (NED)  | AB                 |

| UAE Emirates UAD | UAE Emirates UAD           | UAE Emirates UAD |
| ---------------- | -------------------------- | ---------------- |
| Num              | Coureur                    | Pos              |
| 191              | Diego Ulissi (ITA)         | 44e              |
| 192              | Valerio Conti (ITA)        | AB               |
| 193              | Marco Marcato (ITA)        | HD               |
| 194              | Manuele Mori (ITA)         | AB               |
| 195              | Przemyslaw Niemiec (POL)   | AB               |
| 196              | Jan Polanc (SLO)           | AB               |
| 197              | Alexandr Riabushenko (BLR) | HD               |

| Verandas Willems-Crelan VWC | Verandas Willems-Crelan VWC | Verandas Willems-Crelan VWC |
| --------------------------- | --------------------------- | --------------------------- |
| Num                         | Coureur                     | Pos                         |
| 201                         | Wout van Aert (BEL)         | 3e                          |
| 202                         | Sean De Bie (BEL)           | AB                          |
| 203                         | Stijn Devolder (BEL)        | 28e                         |
| 204                         | Mathias De Witte (BEL)      | AB                          |
| 205                         | Huub Duyn (NED)             | AB                          |
| 206                         | Dries De Bondt (BEL)        | AB                          |
| 207                         | David Tanner (AUS)          | AB                          |